# 楊紹中
楊紹中（？—？），字長源，湖廣德安府云梦县人，明朝政治人物。

## 生平
萬曆二十二年（1594年）甲午科湖廣乡试第六十二名舉人，二十六年（1598年）戊戌科進士，吏部觀政，次年授懷寧知縣，三十年調任余干县知县，三十二年丁憂歸。三十五年補知故城县，升户部主事，三十六年管下粮所，三十七年臨清管倉，三十八年升员外郎，三十九年升江西袁州府知府，四十三年補金華府知府，四十七年九月升廣東副使。天启二年（1622年）考察以不及。天啓四年起復廣西副使，六年八月升贵州右参政，七年任监軍，以平叛苗功，崇禎初擢雲南按察使，四年（1631年）养病致仕歸。